# Sąd wojewódzki
Sąd wojewódzki – dawna (funkcjonująca w latach 1950–1999) nazwa sądu drugiego szczebla, obecnie zwanego sądem okręgowym. Nazwa ta obowiązywała, gdy istniał jeszcze podział administracyjny na 49 województw.
W dniu 1 stycznia 1999 r. sądy wojewódzkie zostały przekształcone w sądy okręgowe na mocy art. 2 ust. 1 ustawy z dnia 18 grudnia 1998 r. o zmianie ustawy – Prawo o ustroju sądów powszechnych (Dz.U. z 1998 r. nr 160, poz. 1064) oraz rozporządzenia Ministra Sprawiedliwości z dnia 30 grudnia 1998 r. w sprawie utworzenia sądów apelacyjnych, sądów okręgowych i sądów rejonowych oraz ustalenia ich siedzib i obszarów właściwości (Dz.U. z 1998 r. nr 166, poz. 1253, z późn. zm.).